# 真船一雄
真船 一雄（まふね かずお、1964年8月24日 - ）は、男性。日本の漫画家。神奈川県南足柄市出身。O型。代表作に『スーパードクターK』、『Doctor K』、『K2』などがある。妻は同じく漫画家の伊藤実。

## 来歴
神奈川県立小田原高等学校の学生時代から漫画を描き始める。卒業後、大島やすいちのアシスタントをしながら漫画賞などに作品を投稿する。その中の1作が入選し、1984年に「あいつは絶好調」（『フレッシュマガジン』）でプロデビュー。

## 作品リスト

### 連載
- ぶっとび！潤二郎（『少年マガジンスペシャル』連載）
- スーパードクターK（『週刊少年マガジン』1988年17号 - 1996年42号）
  - DoctorK（『週刊少年マガジン』1996年43号 - 1998年45号）
- 雷神〜RISING〜（『週刊少年マガジン』2000年27号 - 2001年12号）
- 風の柔士（『週刊少年マガジン』2002年29号 - 48号）
- ウルトラマンSTORY 0（『月刊マガジンZ』→『テレまんがヒーローズ』→「MiChao!」連載）
- K2（医療監修：原田知幸、『イブニング』→『コミックDAYS』[8]、2004年 - ）

### 読み切り
- あいつは絶好調（『フレッシュマガジン』）
- スパーリング・パートナー（『フレッシュマガジン』1985年第3号）
- スポーツヒーロー列伝・マッシー村上物語（『週刊少年マガジン』1995年41号 - 42号）
- 大洋ホエールズ優勝物語・〜プロ野球史上最大の奇跡〜（『週刊少年マガジン』1999年9号 - 10号）

### 書籍
- 『ぶっとび！潤二郎』、講談社〈少年マガジンコミックス〉1986年 - 1987年、全4巻
  1. 1986年6月発行、ISBN 4-06-173154-8
  2. 1986年9月発行、ISBN 4-06-173181-5
  3. 1987年3月発行、ISBN 4-06-311222-5
  4. 1987年9月発行、ISBN 4-06-311275-6
- 『スーパードクターK』、講談社〈講談社コミックス〉1988年 - 1996年、全44巻
  - （文庫版）講談社〈講談社漫画文庫〉2003年 - 2004年、全22巻
- 『DoctorK』、講談社〈講談社コミックス〉1997年 - 1998年、全10巻
  - （文庫版）講談社〈講談社漫画文庫〉2006年 - 2007年、全5巻
- 『雷神〜RISING〜』、講談社〈講談社コミックス〉2000年 - 2001年、全4巻
- 『ベースボール～伝説の男達～』、講談社〈講談社コミックス〉2001年、全1巻[9]
- 『風の柔士』、講談社〈講談社コミックス〉2002年、全2巻
  1. 2002年10月発行、ISBN 4-06-363160-5
  2. 2002年12月発行、ISBN 4-06-363187-7
- 『ウルトラマンSTORY 0』、講談社〈マガジンZ KC〉2005年 - 2013年、全16巻
  - （文庫版）徳間書店〈トクマコミックス〉2014年、全8巻
- 『K2』、医療監修：原田知幸、講談社〈イブニングKC〉2004年 - 、既刊50巻（2025年6月23日現在）
  - （廉価版）講談社〈講談社プラチナコミックス〉2012年 - 、既刊16巻（2018年3月28日現在）